# 四氮化四硒
四氮化四硒是一种无机化合物，化学式为Se4N4，受热或受力易爆。

## 制备
四溴化硒在苯中和氨反应，可以得到四氮化四硒。二氧化硒和Me3SiN=PMe3（Me为甲基）在4 °C时于乙腈中反应，可以结晶出β-Se4N4。

## 性质
四氮化四硒不稳定，遇到震动极易爆炸：
Se4N4 → 4 Se + 2 N2↑
四氮化四硒和干燥的溴化氢反应，得到Se4N3Br。它和五氯化钼在沸腾的二氯甲烷中反应，可以得到[Cl4Mo=N=SeCl]2；和六氯化钨在沸腾的二氯甲烷中反应，得到[WCl4(NSeCl)]2。
它和一些金属盐反应，也能产生含Se2N2单元的化合物，如(AlBr3)2(Se2N2)、[Bu4N]2[Pd2Br6(Se2N2)]等。

## 拓展阅读
- Kelly, P.F. and Woollins, J.D., The Reactivity of Se4N4 in Liquid Ammonia, Polyhedron, 1993, volume 12, pp 1129-1133.
- Kelly, P.F., Slawin, A.M.Z. and Soriano-Rama, A., Use of Se4N4 and Se(NSO)2 in the preparation of palladium adducts of diselenium dinitride, Se2N2; crystal structure of [PPh4]2[Pd2Br6(Se2N2), Journal of the Chemical Society, Dalton Transactions, 1997, pp 559-562